# (471325) 2011 KT19
(471325) 2011 KT19 또는 니쿠(niːku)는 행성의 궤도면에 대해 110° 기울어진 궤도를 가진 해왕성 바깥 천체다. 

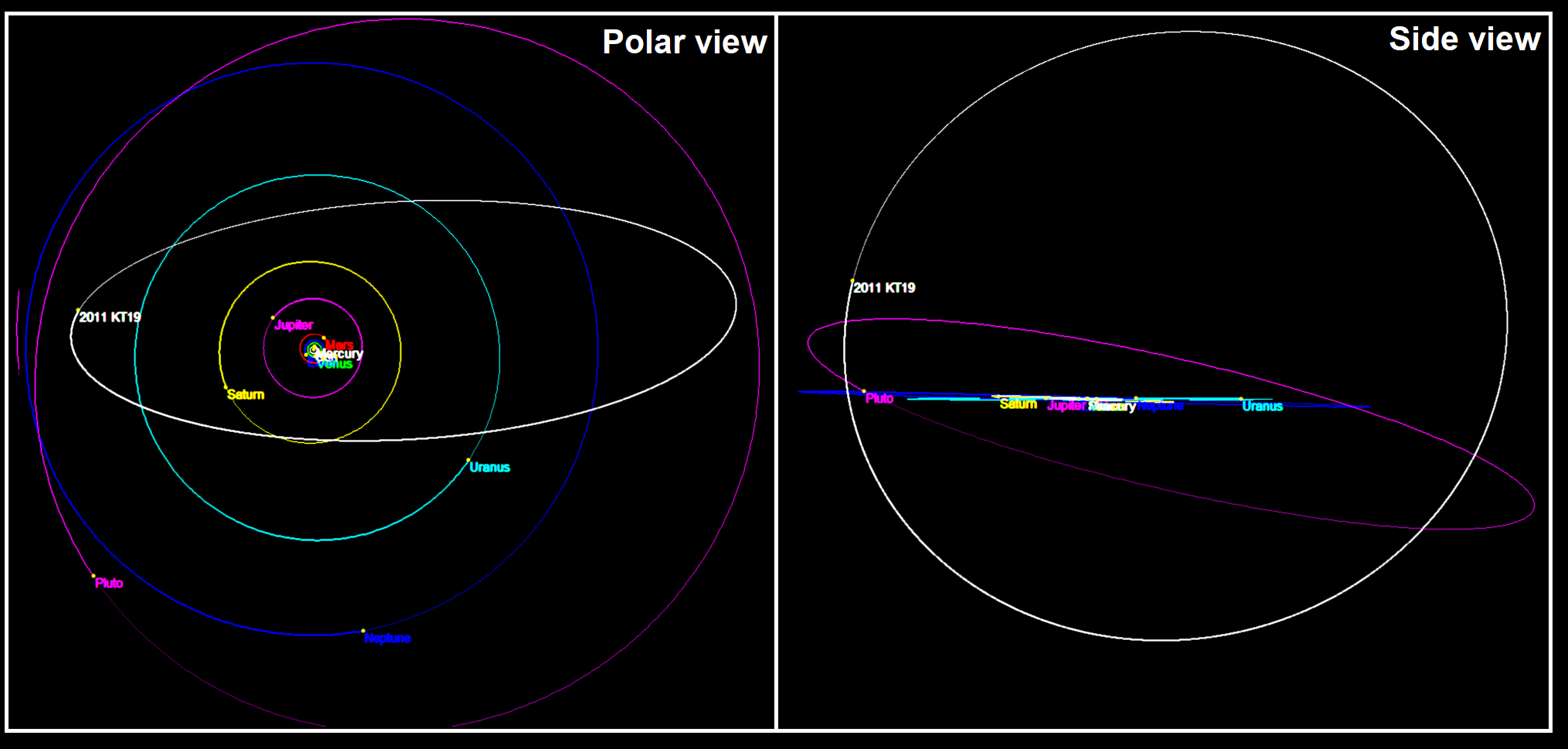
2011 KT19의 궤도

이 천체는 공식적인 이름을 받지 못했지만 발견자들은 중국어로"반항적"을 의미하는 "니쿠(逆骨)"라는 별칭을 받았다. 